# Colby Sorsdal
Colby Sorsdal (Pittsburgh, Pensilvania; 1 de marzo de 2000) es un jugador profesional estadounidense de fútbol americano, se desempeña en la posición de offensive tackle en Detroit Lions, en la National Football League (NFL).

## Carrera
Hizo su debut profesional con el equipo Detroit Lions, lleva jugando una temporada, comenzó en el 2023.